# 白えび屋

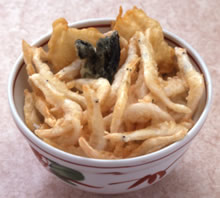
白えび天丼

有限会社白えび屋（しろえびや）は、富山県を中心に「白えびせんべい」の製造・販売、飲食店「白えび亭」などを展開している企業（食品メーカー）。1989年創業。
創業者の山岸忍が、創業時まだ県外では無名であったシラエビに着目し、シラエビを使った天ぷらやせんべいを全国の百貨店で販売しながら知名度を上げていった。
1996年には「富山県のさかな」として、ブリ、ホタルイカ、と並んで指定されるに至った。
JR西日本富山駅駅ビル「とやマルシェ」内にある「白えび亭」は、富山湾の特産シラエビを使用した白えび天丼が目玉商品。
白えび天丼は同社が元祖であるが、現在では富山県内で白えび天丼をメニューに加える飲食店も増え始め、富山の名物料理となっている。
また、白えびせんべいも同社が元祖であるが、現在では多くの企業が同名の商品を販売している。